# Guerre du trait d'union

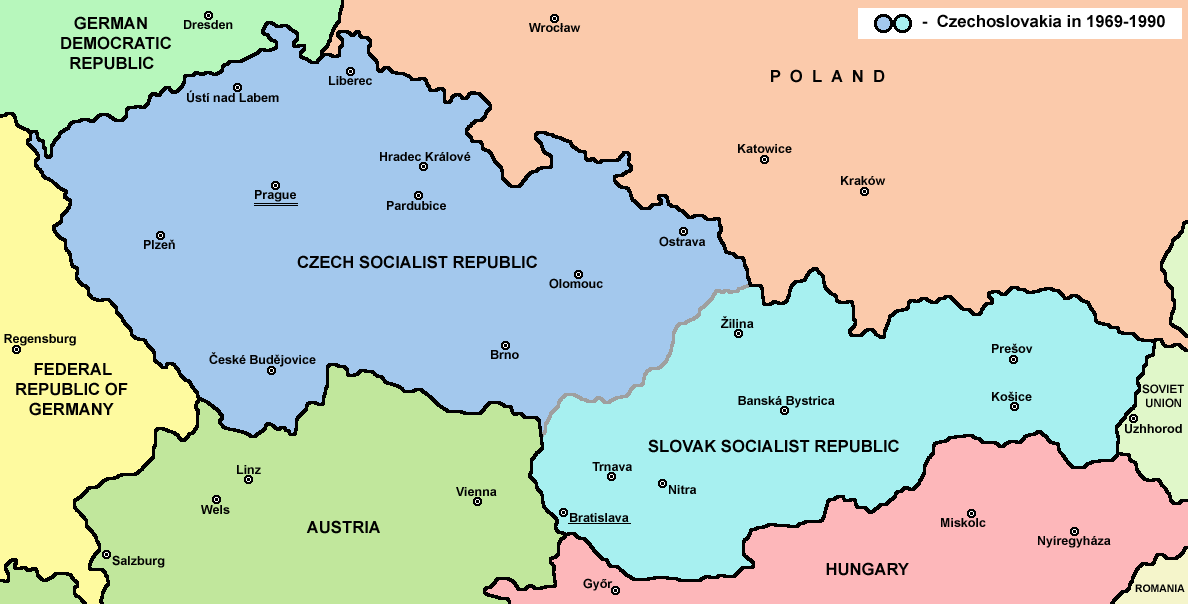
Tchécoslovaquie de 1969 à 1990

La guerre du trait d'union,, est le conflit qui a opposé les représentants de la République slovaque à ceux de la République tchèque, au sein des instances fédérales de la République fédérale tchèque et slovaque au sujet du nom officiel et du nom courant du pays, la Tchécoslovaquie. Ce conflit s’est déroulé entre le mois de novembre 1989 avec le début de la révolution de Velours et le 1er janvier 1993 avec le « divorce de Velours » et la dissolution des instances fédérales du pays.

## Contexte
La Tchécoslovaquie, connue sous ce nom (sans trait d'union) pendant l'essentiel de son existence, a cependant été formellement connue sous le nom de « Tchéco-Slovaquie » (avec un trait d'union) juste après sa création, de 1918 à 1920, puis à l'époque de la Deuxième République, de 1938 à 1939,.

## Racines et déroulement
L’enjeu, caché dans un détail typographique, est celui de l’égalité de traitement des nations slovaque et tchèque. On pourrait dire qu’il commence dès la création de la Tchécoslovaquie, en 1918, et de la place secondaire réservée aux Slovaques dans les instances étatiques.
Les Slovaques veulent voir le mot « Tchécoslovaquie » (Československo) remplacé par « Tchéco-Slovaquie » (Česko-Slovensko), où le nom de leur pays serait à égalité au sein d'un mot composé, solution linguistique qui n'est pas sans rappeler le nom de l'ancien occupant, l'Autriche-Hongrie (Rakousko-Uhersko en tchèque). Le 29 mars 1990, le Parlement tchécoslovaque déclare que le nom est sans tiret en tchèque (Československá federativní republika) et avec un tiret en slovaque (Česko-slovenská federatívna republika),.
Cette solution ne fut cependant pas considérée comme satisfaisante et, moins d'un mois plus tard, le 20 avril 1990, le parlement changea à nouveau le nom, adoptant celui de « République fédérale tchèque et slovaque » (en tchèque Česká a Slovenská Federativní Republika, en slovaque Česká a Slovenská Federatívna Republika, tous deux abrégés en ČSFR). Cette loi listait explicitement les formes longues dans les deux langues et mentionnait qu'elles étaient égales,,.
La République socialiste tchèque et la République socialiste slovaque, les deux entités qui forment la fédération, deviennent respectivement la République tchèque et la République slovaque.
La vie politique en Tchécoslovaquie est marquée par une séparation de plus en plus nette entre Tchèques et Slovaques, les partis politiques de chaque moitié du pays ayant peu ou pas de présence dans l'autre moitié. Tchèques et Slovaques ne s'accordent pas sur la forme de gouvernement du pays, Prague souhaitant un contrôle renforcé, tandis que les Slovaques désirent davantage de décentralisation. Le 24 juin 1992, Vladimír Mečiar est élu chef du gouvernement slovaque et, le 2 juillet, Václav Klaus devient chef du gouvernement tchèque. La nomenclature toponymique concernant la Tchécoslovaquie/Tchéco-Slovaquie est une solution de courte durée qui s’éteint au 1er janvier 1993 avec la dissolution de l'État fédéral.

## Conséquences
La « guerre du trait d’union » continue au-delà du 1er janvier 1993. Les Tchèques accusent les Slovaques de « révisionnisme historico-linguistique » en ayant imposé[réf. incomplète] la graphie tchéco-slovaque et Tchéco-Slovaquie, y compris pour la période « tchécoslovaque » (comprendre : entre 1918 et 1989) du pays où elle est anachronique.
Le « divorce de Velours » du 1er janvier 1993 a projeté sur le devant de la scène la première partie du composé « Tchéco-Slovaquie », imposant l’usage du mot Česko, « Tchéquie ».